# Liga Japonesa de Futebol
Liga Japonesa de Futebol (em japonês, 日本サッカーリーグ, Nihon Sakka Rigu), ou JSL (Japan Soccer League), foi a principal liga de futebol japonesa entre os anos de 1965 e 1992 e foi a precursora da atual liga profissional, a J. League.
Cada time representava uma empresa, e assim como nos times de basebol japonês, cada um utilizava o nome da companhia dona do time. Os jogadores eram amadores e empregados das empresas mas, nos últimos anos da liga, muitos dos principais jogadores eram pagos apenas para jogar futebol.
Entre os principais times estavam Hitachi, Mitsubishi Heavy Industries, Nissan Motors, Toyo Industries (Mazda) e Yomiuri Shimbun, que na J. League são, respectivamente, Kashiwa Reysol, Urawa Red Diamonds, Yokohama F. Marinos, Sanfrecce Hiroshima e Tokyo Verdy 1969. O Mazda SC e o Yomiuri SC foram os maiores campeões, com 5 títulos cada.
Em 1991, os donos decidiram acabar com a liga e a reorganizar naquilo que se tornou a J. League. A última temporada da LJF foi a 1991/92 e a J. League iniciou sua temporada um ano depois, em maio de 1993. Nove dos melhores times da LJF - mais o Shimizu S-Pulse - foram os times da temporada inaugural da J. League.

## Títulos por clube
| Clube             | Títulos | Anos                                  |
| ----------------- | ------- | ------------------------------------- |
| Yomiuri FC        | 5       | 1983, 1984, 1986–87, 1990–91, 1991–92 |
| Mazda SC          | 5       | 1965, 1966, 1967, 1968, 1970          |
| Mitsubishi Motors | 4       | 1969, 1973, 1978, 1982                |
| Yanmar Diesel     | 4       | 1971, 1974, 1975, 1980                |
| Fujita SC         | 3       | 1977, 1979, 1981                      |
| Nissan Motor      | 2       | 1988–89, 1989–90                      |
| JR East Furukawa  | 2       | 1976, 1985                            |
| Hitachi           | 1       | 1972                                  |
| Yamaha Motor      | 1       | 1987–88                               |